# Supreme Commander: Forged Alliance
Supreme Commander: Forged Alliance is een uitbreidingspakket van het real-time strategy computerspel Supreme Commander van Gas Powered Games. Het is uitgebracht op 6 november 2007 in de Verenigde Staten en op 23 november 2007 in Europa. Het is uitgegeven door THQ. Het spel kan gespeeld worden zonder het originele spel in bezit te hebben.
In Forged Alliance zitten meer dan 100 nieuwe units, nieuwe maps en een nieuwe speelbare partij, de Seraphim. Deze bezitten krachtige buitenaardse technologie waardoor ze met een klein aantal eenheden toch veel schade kunnen doen.
Daarnaast bevat het nieuwe multiplayer opties en een nieuwe singleplayer campagne. De verhaallijn van deze campagne gaat direct verder waar Supreme Commander eindigde. Ook is de grafische gebruikersomgeving vernieuwd en ook de kunstmatige intelligentie is verbeterd. Verder kan de speler nu zogeheten templates gebruiken om gemakkelijk een basis te bouwen: het is mogelijk om de posities van gebouwen over te nemen en vervolgens meerdere groepen van die formatie te bouwen.